# Luis D'Jallad
Luis Clemente D'Jallad Ortiz (El Carmen, Jujuy, Argentina, 23 de noviembre de 1922 - Salta, 6 de enero de 2008) fue un político, periodista y escritor argentino que nació en la provincia de Jujuy pero que creció en la ciudad de Salta. Escribió dos extensos poemarios; Canto a la Cruz (1942) y El sol de Yapeyú (1950). Es el autor  del Himno a la ciudad de Orán y del Himno a la Universidad Católica de Salta. Fue condecorado con la Orden de la Corona Belga en el grado de Comendador por el monarca Balduino de Bélgica durante su visita a la ciudad de Salta en 1965.

## Biografía
Nació en El Carmen, provincia de Jujuy, el 23 de noviembre de 1922, de padre de origen iraquí y madre de origen español. Estudió en el seminario conciliar, donde desde muy joven demostró interés por la literatura, obteniendo desde ese entonces menciones y premios. A los 22 años ganó el concurso literario para la elección del Himno a la Ciudad de San Ramón de la Nueva Orán. Posteriormente, ganó otros certámenes literarios, como el Certamen Literario Municipal de Salta en 1948 y Jujuy Mártir de la Patria en 1949. Fue jurado de numerosos certámenes literarios y miembro de la Comisión provincial de Cultura de la Provincia de Salta en 1948. Fue secretario de redacción de los diarios El Intransigente, Provincia y El Tribuno y diputado provincial por Capital en 1962. Fue intendente de la ciudad de Salta entre agosto y octubre de 1955 y desde 1965 hasta 1966. En 1965 fue condecorado por el monarca Balduino de Bélgica Comendador de la Orden de la Corona Belga durante su visita a Salta en 1965. Fue director de Cultura de la provincia de Salta en 1970 y convencional municipal desde 1987 hasta 1988. Falleció en la ciudad de Salta el 6 de enero de 2008.
En 2022 y tras catorce años de su muerte, el Concejo Deliberante de la Ciudad de Salta  crear el Concurso Literario Anual “Luis Clemente D'Jallad” a desarrollarse en el ámbito de la Ciudad de Salta. Dicho concurso estableció que los ganadores verán publicados sus escritos en una antología que además de ser entregadas al autor serán distribuidas a las bibliotecas populares de la Ciudad que dependan del municipio.